# آلفا مارافسای
آلفا مارافسای یک ستاره است که در صورت فلکی مارافسای قرار دارد.